# Isabela Merced

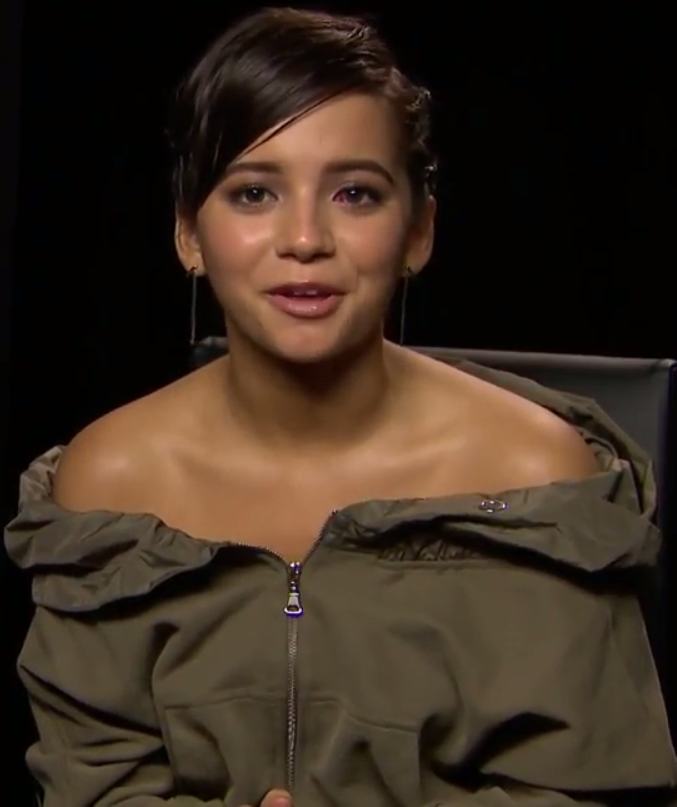
Isabela Moner (2017)

Isabela Merced, właśc. Isabela Yolanda Moner (ur. 10 lipca 2001 w Cleveland) – amerykańska aktorka i piosenkarka, która wystąpiła w filmach: Transformers: Ostatni rycerz, Sicario 2: Soldado, Dora i Miasto Złota oraz Superman.

## Życiorys
Isabela Moner dorastała z dwoma braćmi – młodszym i starszym. W dzieciństwie ćwiczyła jujitsu, co przydało jej się, gdy grała Rachel w dreszczowcu Sweet Girl.

## Filmografia

### Filmy
| Rok  | Tytuł                                                        | Rola                  | Uwagi |
| ---- | ------------------------------------------------------------ | --------------------- | ----- |
| 2013 | The House That Jack Built                                    | młoda Nadia           |       |
| 2016 | Middle School: The Worst Years of My Life                    | Jeanne Galleta        |       |
| 2017 | Transformers: Ostatni rycerz (Transformers: The Last Knight) | Izabella              |       |
| 2017 | Gang Wiewióra 2 (The Nut Job 2: Nutty by Nature)             | Heather (głos)        |       |
| 2018 | Sicario 2: Soldado (Sicario: Day of the Soldado)             | Isabela Reyes         |       |
| 2018 | Rodzina od zaraz (Instant Family)                            | Lizzy                 |       |
| 2019 | Dora i Miasto Złota (Dora and the Lost City of Gold)         | Dora                  |       |
| 2019 | W śnieżną noc (Let It Snow)                                  | Julie                 |       |
| 2021 | Mustang z Dzikiej Doliny: Droga do wolności (Spirit Untamed) | Lucky Prescott (głos) |       |
| 2021 | Sweet Girl                                                   | Rachel                |       |
| 2022 | Ojciec panny młodej (Father of the Bride)                    | Cora Herrera          |       |
| 2022 | Rosaline                                                     | Juliet                |       |
| 2023 | Wyfrunięci (Migration)                                       | Kim (głos)            |       |
| 2024 | Madame Web                                                   | Anya Corazon          |       |
| 2024 | Żółwie aż do końca (Turtles All the Way Down)                | Aza Holmes            |       |
| 2024 | Obcy: Romulus (Alien: Romulus)                               | Kay                   |       |
| 2025 | Superman                                                     | Hawkgirl              |       |

### Telewizja
| Rok       | Tytuł                                                                      | Rola               | Uwagi              |
| --------- | -------------------------------------------------------------------------- | ------------------ | ------------------ |
| 2014      | Fisherowie (Growing Up Fisher)                                             | Jenny              | 7 odc.             |
| 2014–2015 | Dora i przyjaciele (Dora and Friends: Into the City!)                      | Kate (głos)        | 12 odc.            |
| 2014–2016 | 100 rzeczy do przeżycia przed liceum (100 Things to Do Before High School) | CJ Martin          | gł. rola, 25 odc.  |
| 2015      | Adam i jego klony (Splitting Adam)                                         | Lori Collins       | film TV            |
| 2016      | Legendy ukrytej świątyni (Legends of the Hidden Temple)                    | Sadie              | film TV            |
| 2021      | Wojownicza księżniczka Maya (Maya and the Three)                           | Widow Queen (głos) | miniserial, 4 odc. |
| 2022      | Spirit & Friends                                                           | Lucky              | 5 odc.             |
| 2025      | The Last of Us                                                             | Dina               | 2 seria            |
| 2025      | Peacemaker                                                                 | Hawkgirl           | 2 seria            |